# Église Saint-André de Marzy
Pour les articles homonymes, voir Église Saint-André.
L'église Saint-André est une église catholique paroissiale située à Marzy (Nièvre), en France.

## Historique
Sa construction remonte au XIe siècle ou au XIIe siècle. Elle est classée au titre des monuments historiques par arrêté du 13 septembre 2012.
En 2022, une somme de 50 000 € est accordée par la Région Bourgogne-Franche-Comté à la commune de Marzy pour la restauration de l'église.[réf. nécessaire]

## Description

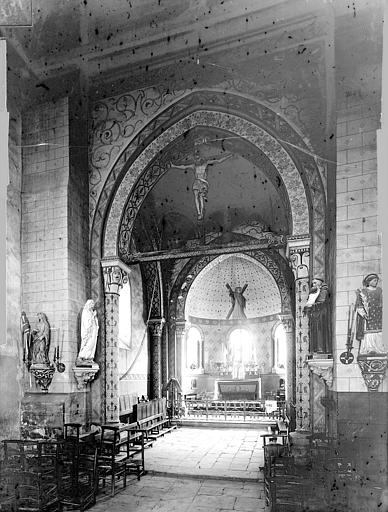
Vue intérieure du chœur.

Son architecture est représentative du style roman nivernais.
La nef unique est terminée par un chevet rond. Sur son côté nord se trouve une chapelle dont la voûte ramifiée et la fenêtre flamboyante évoquent le XVIe siècle.
Le clocher est décoré par deux rangées de double fenêtres géminées sur trois faces, et une seule rangée sur la quatrième face. Le clocher est coiffé d’une toiture en ardoise et porte en devanture une horloge datant de 1872.
Le chœur est voûté en coupole. L'abside, en cul-de-four, est décorée de modillons.

## Mobilier

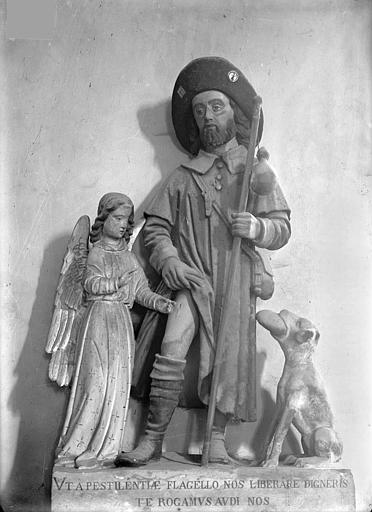
Saint Roch, l'ange et le chien.

- Saint-Christophe en pierre calcaire du XVe siècle, statue trouvée dans la Loire en 1920,
- Poutre de gloire et christ du XVe siècle,
- Chaire à prêcher et d'œuvre gothique flamboyant XVIe siècle.
- Saint Roch, l'ange et le chien, statue en pierre peinte du XVIe siècle,  Classé MH (1922)[6],

## Paroisse
Le culte pratiqué est le rite tridentin,.

## Curés
- Étienne Grenetier ( - 1539)[9].
- Hubert Fleury (1933 - 2022)[10],[11].